# Marc Laidlaw
Marc Laidlaw  (* 3. srpna 1960 Laguna Beach, Kalifornie) je americký spisovatel přispívající do žánru sci-fi a hororu a bývalý scenárista herního studia Valve Corporation. Mezi jeho nejznámější díla patří the Dad's Nuke, The 37th Mandala a herní scénář ke hře Half-Life.

## Život
Laidlaw se narodil v roce 1960 a vyrostl v Laguna Beach v Kalifornii. Na Orengonské univerzitě studoval programování počítačů děrnými štítky, avšak studium přerušil. Psal povídky a jeho první román Tátova atomovka vyšel v roce 1985. Během dalších deseti let napsal několik dalších románů, ale živil se v San Francisku jako právní referent.
Laidlaw sice hrál počítačové a arkádové hry, avšak ne nijak vášnivě. Až hra Myst změnila jeho vnímání tohoto média. Posedlost touto hrou ho donutila si domů v San Francisku koupit nový počítač. Po objevení svého nového koníčku napsal tie-in novelu, odehrávající se ve světě počítačové hry Gadget: Past as Future, jménem The Third Force (1996). Jeho nejoblíbenější hrou je Thief: The Dark Project.
Spolupráce s herními vývojáři v něm vyvolala touhu vytvořit si hru vlastní. Připojil se ke společnosti Valve v době, kdy pracovali na hře Half-Life, a podílel se na jejím příběhu a level designu. Později ve Valve také pracoval na rozšířeních pro Half-Life a jejím pokračování Half-Life 2. V lednu roku 2016 opustil společnost ze dvou hlavních důvodů: jeho věk a touha psát své vlastní příběhy.
25. srpna 2017 Laidlaw zveřejnil na svém blogu článek na názvem "Epistle 3" , který popisuje děj nevydané třetí epizody Half-Life 2, který sepsal během svého působení ve Valve. Kvůli právům však změnil jména postav a lokací.